# 真玉町
真玉町（またままち）は、大分県の北部、国東半島の北西にあり、西国東郡に属していた町。
2005年3月31日に旧豊後高田市・香々地町と対等合併して豊後高田市となり、行政区域としての真玉町は消滅した。

## 沿革
- 1941年4月1日 - 西真玉村・中真玉村が合併し、真玉村が発足。
- 1954年3月31日 - 上真玉村・臼野村と合併し、改めて真玉村が発足。
- 1955年1月1日 - 町制施行し真玉町となる。
- 2005年3月31日 - 旧豊後高田市・香々地町と対等合併し、豊後高田市が発足。

## 産業

### 農林水産業
平松守彦元大分県知事が提唱した「一村一品運動」により、次の生産品がある。

#### 一村一品
- 白ねぎ
- ネットメロン
- すいか
- 生しいたけ
- 真玉漬
- 赤貝

## 地域

### 教育

#### 中学校
- 真玉町立真玉中学校

#### 小学校
- 真玉町立真玉小学校
- 真玉町立臼野小学校